# Peter Maffay
Peter Maffay (născut Peter Alexander Makkay; n. 30 august 1949, Brașov, România) este unul dintre cei mai cunoscuți autori, cantautori, cântăreți, compozitori și muzicieni din Germania contemporană. 13 dintre cele 33 de albume ale sale au ajuns pe primul loc în Germania.
Născut în Brașov dintr-o mamă săsoaică și un tată maghiaro-german, Peter Maffay a emigrat cu familia în Germania de Vest (R.F.G./B.D.R.) în anul 1963.

## Activitatea socială
În 31 martie 2010 în satul Roadeș din județul Brașov a avut loc ceremonia de punere a pietrei de temelie a unei instituții destinate copiilor traumatizați. Proiectul a fost inițiat de Fundația Peter Maffay, înființată Peter Maffay. În urma derulării proiectului, fosta casă parohială a bisericii fortificate din Roadeș a devenit tabără pentru copii cu probleme sociale, proveniți din sistemul instituționalizat. În casa de vacanță sunt găzduiți gratuit, timp de câte două săptămâni, cîte 14 copii abuzați din toată Europa, care beneficiază de terapie. Pentru acest proiect Peter Maffay a fost decorat cu Ordinul Național „Pentru Merit”, de către președintele României, Traian Băsescu. În anul 2013, Fundația Peter Maffay a restaurat zidul de incintă al bisericii fortificate din Roadeș, prăbușit în februarie 2012.

## Decorații
- Premiul Konrad Adenauer (2001)[14]
- Crucea Federală de Merit clasa I (2008)[14]
- Ordinul Național „Pentru Merit” în grad de Comandor (2010)[19]